# Jean II d'Oldenbourg
Pour les articles homonymes, voir Jean II.
Jean II (fl. 1272-1315) est un prince de la maison d'Oldenbourg. Il règne sur le comté d'Oldenbourg de 1285 à 1315.

## Biographie
Jean II est le fils du comte Christian III et de son épouse, Jutta de Bentheim.
L'abbaye de Rastede est sous son autorité. Il apparaît sous un jour négatif dans la Chronique de Rastede, qui le décrit délaissant son épouse et vivant avec une concubine dans le village de Rastede, « presque comme un paysan ». En 1290, il contribue à la fondation d'un cloître dominicain à Blankenburg (de).
Jean II lutte également contre les Stedinger (de).

## Mariages et descendance
Jean II épouse en premières noces Élisabeth (morte avant 1298), la fille du duc Jean de Brunswick-Lunebourg. Ils ont deux enfants :
- Christian IV, comte d'Oldenbourg ;
- Jean III, comte d'Oldenbourg.

Veuf, Jean II se remarie avec Hedwige, la fille du comte Conrad de Diepholz. Ils ont quatre enfants :
- Conrad Ier (mort en 1350), comte d'Oldenbourg ;
- Maurice (mort en 1368), évêque de Brême ;
- Agnès, épouse le comte Ludolphe III de Wunstorf et Roden ;
- Gisèle (morte en 1343), épouse le comte Gérard II de Hoya.